# Foramen frontal
Le foramen frontal (ou trou frontal interne) est une ouverture osseuse du bord supra-orbitaire. Chez certaines personnes, ce foramen est incomplet et il est alors appelé l'incisure frontale (ou échancrure frontale interne).

## Description
Le foramen frontal est situé sur la partie frontale de l'orbite un peu en dedans du foramen supraorbitaire.
Il donne le passage pour les vaisseaux frontaux internes.